# Symfonie nr. 5 (Hartmann)
Karl Amadeus Hartmann voltooide zijn Symfonie nr. 5, ook wel Sinfonia concertante in 1950.
Hartmann kwam met een symfonie (gangbaar vier delen) in “concertvorm” (gangbaar drie delen):
1. Toccata
2. Melodie (Hommage a Strawinsky)
3. Rondo

De concertvorm geldt voor alle muziekinstrumenten en -groepen daarvan die steeds al solist in beeld zijn. De concertvorm is ook terug te vinden in de oorspronkelijke werktitel van het werk: Concert voor trompet en blaasinstrumenten. Daarna volgde nog een titel Concert voor blazersensemble, contrabassen en twee solotrompetten. Hij voegde daarop nog celli toe en herschreef solopartijen naar groepen toe. Chandos omschreef in hun uitgave deel 1 als zijnde in neobarokstijl, waarbij de (nog steeds) twee solotrompettisten prominent aanwezig zijn. Deel twee is net als deel 1 geschreven in een maatsoort van drie tellen. Het bevat direct aan het begin een citaat in vrije vorm van de opening van Le Sacre du Printemps van Igor Stravinsky en Hartmann varieerde daarop verder. Deel 3 grijpt terug op deel 1 met de neobarokstijl.
De eerste uitvoering vond plaats op 21 april 1951; het Orchester des Süddeutschen Rundfunks speelde onder leiding van Hans Müller Kray het werk in Stuttgart (plaatselijke muziekweken). Voor de Nederlandse première moest gewacht worden tot 27 februari 2005, toen het Zaans Blazers Ensemble het uitvoerde. Voor een serie van alle symfonieën van Hartmann (NTR Zaterdag Matinee) gaf het Radio Kamer Filharmonie onder leiding van Michael Schønwandt op  15 december 2012 een uitvoering van het werk in het Concertgebouw in Amsterdam. Dezelfde combinatie had het werk al opgenomen in de periode 6-8 juni 2012 in radiostudio's voor de opname uitgebracht via Challenge Records.
Orkestratie:
- 2 dwarsfluiten (II ook piccolo), 2 hobo’s, 2 klarinetten, 2 fagotten, contrafagot
- geen hoorn, 2 trompetten, 2 trombones, 1 tuba
- geen violen en altviolen, celli, contrabassen